# Saint-Tropez
Saint-Tropez är en kommun i departementet Var i regionen Provence-Alpes-Côte d'Azur i Frankrike.
Saint-Tropez var från början ett stillsamt fiskeläge som framförallt efter andra världskrigets slut utvecklades till en livlig och internationellt präglad badort. Den är särskilt känd för att vara populär bland så kallade jet-setare och förmögna människor. Orten har bibehållit sin karaktär av fiskeläge även om hamnen och gränderna nu kantas av restauranger, barer och exklusiva boutiquer. Hotel Byblos är världskänt. Det finns ett flertal restauranger med stjärnor i Guide Michelin. I en bukt i grannkommunen Ramatuelle ligger den långa exklusiva stranden Pampelonne, som är kantad med små restauranger och barer. När solen gått ner öppnar strandens nattklubbar och kända som okända festar och bevakas av världens skvallertidningar. I samma bukt är det sommartid en mycket hög koncentration av lyxyachter.
Saint-Tropez är den Franska Rivierans västligaste utpost och ligger vid en havsvik som bär dess namn (Golfe de St Tropez). På motsatt sida av havsviken ligger Sainte-Maxime. I vikens innersta del återfinns den exklusiva Port Grimaud som skapades i ett jätteprojekt under 1960- och 70-talen. Man grävde ur och bebyggde med "fiskarhus" i gammal stil vid en mängd kanaler.

## Befolkningsutveckling
Antalet invånare i kommunen Saint-Tropez
| Referens: INSEE |